# Enea Dal Fiume
Enea Dal Fiume (Castel Guelfo, 24 ottobre 1891 – Imola, 19 luglio 1966) è stato un ciclista su strada italiano.
Professionista e indipendente dal 1923 al 1930, vinse la Coppa Placci 1923 e partecipò a due edizioni del Giro d'Italia.

## Carriera
Dal Fiume corse come professionista isolato e come indipendente. Vinse la prima edizione della Coppa Placci, nel 1923 a Imola, e fu secondo nelle edizioni 1924 e nel 1926 della corsa organizzata dall'U.S. Imolese. Fu anche secondo al Trofeo Morgagni-Ridolfi 1922, alla Coppa Ettore Pasini 1922 e nel Giro di Calabria 1923 a tappe, terzo nel Trofeo Morgagni-Ridolfi 1923 e quarto al Giro di Romagna 1927. Nel 1924 concluse inoltre il Giro d'Italia, quell'anno disertato dalle squadre di marca, al quinto posto assoluto.

## Palmarès
- 1923

Coppa Placci

## Piazzamenti

### Grandi Giri
- Giro d'Italia

1924: 5º
1930: 41º

### Classiche monumento
- Milano-Sanremo

1924: 24º